# هند شوفاني
هند شوفاني ولدت عام 1978 في بيروت بلبنان وعاشت في دمشق وعمان وعددٍ من المدن الشرق أوسطية الأخرى، هي شاعرة فلسطينية.

## الحياة المُبكّرة والتعليم
وُلدت هند شوفاني في لبنان عام 1978 لوالدين فلسطينيين ينشطانِ في المجال السياسي حيث كان والدها الياس شوفاني عضوًا قياديًا في منظمة التحرير الفلسطينية أما والدتها فهي فلسطينية -أمريكية تحملُ شهادةً في الأدب الإنجليزي.
بدأت شوفاني تعليمها في الجامعة اللبنانية الأميركية في بيروت حيث درست الفنون الاتصالية. حصلت في وقتٍ لاحقٍ على منحة دراسية لجامعة نيويورك في نيويورك، ومنها حصلت على درجة الماجستير في صناعة الأفلام.

## المسيرة المهنيّة
بدأت الشوفاني بتقديمِ أمسيات شعريّة في عددٍ من الفعاليات بما في ذلك مركز ألوان للفنون في مدينة نيويورك وجامعة هوارد في واشنطن العاصمة ومعهد الدراسات السياسية في واشنطن ومهرجان برلين للشعر في ألمانيا كما استضافت الإمارات مهرجان معرفة القراءة والكتابة ومعرض سيكا للفنون فشاركت فيه. أسَّست الشوفاني أيضًا منظمة بويتيسيانز (بالإنجليزية: Poeticians)‏ وهي منظمة تستضيف أحداثًا لشعراء متعددي اللغات من جميع الخلفيات يتجمعون في دبي وبيروت لقراءة كلمتهم وشعرهم المنطوق. لديها اثنين من منشورات الشعر؛ أولٌ بعنوان «أكثر من الموت يمكن أن تحمل» (بيروت، 2007) والثاني بعنوان «إنكشتاين على حافة النور» (بيروت، 2010). تتطرّق هند في شعرها لمواضيع متعددة ومتنوّعة بما في ذلك الحب والموت والشهوة والهوية والمصالح الفلسطينية والحرية والقضايا الأنثوية، وكانت قد شاركت في عام 2011 في الإقامة الدولية لخريف برنامج الكتابة في جامعة أيوا في مدينة آيوا.
أخرجت عدة أفلام قصيرة بصيغة 16 ملم، منها أفلام خيالية ووثائقية وتجريبية؛ إشتركت مع فرح النابلسي في كتابة سيناريو فلم «الهدية» المرشح لجائزة أوسكار.